# Koralionastetaceae
Die Koralionastetaceae bilden die einzige  Familie der Koralionastetales, eine  Ordnung  der Schlauchpilze. Sie leben marin.

## Merkmale
Die Arten bilden schwarze Fruchtkörper mit einer Öffnung (Ostiolum). Sie sind fast kugelig, eiförmig oder ellipsoid. Sie können Papillen besitzen. Periphysen sind vorhanden. Ein Subiculum kann vorhanden sein. Die Paraphysen sind einfach und septiert. Die Schläuche sind achtsporig, unitunikat (einwandig), keulig bis ellipsoid oder spindelförmig, gestielt und zerfließend. Die Ascosporen überlappen sich, sind durchscheinend, elliptisch bis spindelförmig, vierfach septiert an der Spitze oder fadenförmig und gleichförmig septiert. Sie können dick- oder dünnwandig sein. Sie keimen an der Spitze. Antheridien entstehen aus Keimschläuchen. Anhängsel fehlen. In der Nebenfruchtform werden fast kugelige Sporen (Spermatien) endoblastisch (innerseits) produziert.

## Lebensweise und Ökologie
Arten der Koralionastetaceae leben auf Korallen und Algen im Meer und spielen eine entscheidende Rolle in der heterotrophen Umsetzung von Riffbiomasse zu Nährstoffen. Sie leben auch mit krustenähnlichen Schwämmen zusammen und entwickeln ihre Fruchtkörper auf oder in ihren Wirten. Pontogeneia-Arten leben auf Algen.

## Systematik
Die Familie Koralionastetaceae wurde 2009 von Jan Kohlmeyer und Brigitte Volkmann-Kohlmeyer mit der zu der Zeit einzigen Gattung Koralionastes beschrieben, die Ordnung Koralionastetales aber erst 2009 von denselben Autoren, Jinx Campbell und Patrik Inderbitzin.
Folgende zwei Gattungen gehören zur Familie:
- Koralionastes: mit fünf Arten
- Pontogeneia: mit acht Arten